# Fissurella oriens
Fissurella oriens là một loài ốc biển, là động vật thân mềm chân bụng sống ở biển thuộc họ Fissurellidae.
Có hai phân loài được biết đến: 
- Fissurella oriens fulvescens G.B. Sowerby I, 1835: được tìm thấy ở the Pacific Ocean along Chile.
- Fissurella oriens oriens G.B. Sowerby I, 1834: the Rising Sun Keyhole Limpet; found along the Falkland Islands and Isla Chiloé, Chile

## Miêu tả
The size of an adult shell varies between 30 mm and 70 mm.